# Sanahin

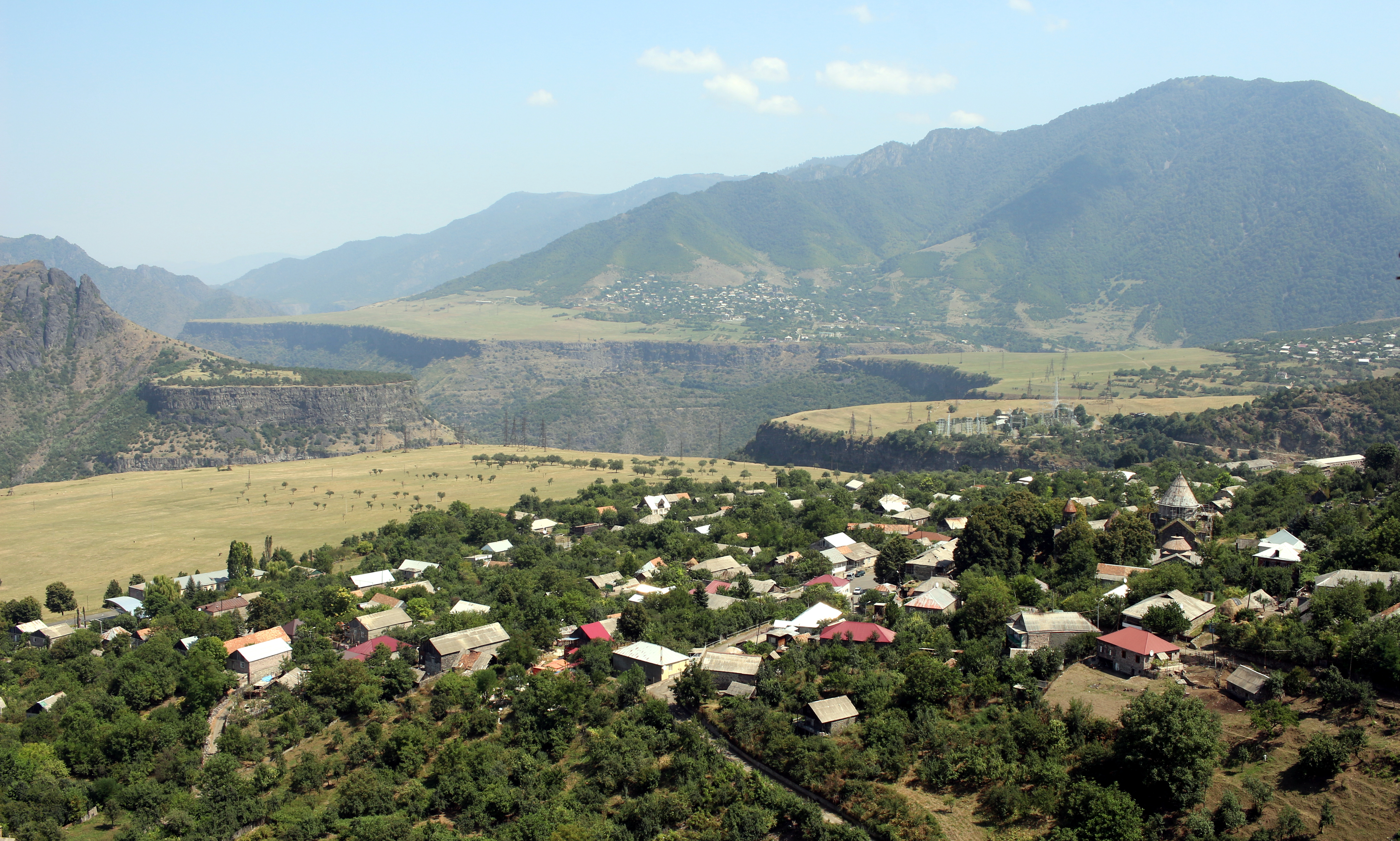
Sanahin

Sanahin ("Սանահին" in armeno) è un villaggio dell'Armenia settentrionale, appartenente alla provincia di Lori, oggi parte della città di Alaverdi, al cui centro è collegato anche con una funivia, oggi non più funzionante. Il villaggio è noto per il suo complesso di monasteri, fondato nel X secolo e che fa parte dell'elenco dei Patrimoni dell'umanità dell'UNESCO insieme ai monasteri di Haghpat.
Letteralmente in armeno il nome Sanahin significa "questo è più vecchio di quello", il che probabilmente significa che questo villaggio possiede un monastero più antico del suo vicino, Haghpat. I due villaggi e i due monasteri sono molto simili fra loro, e dall'uno si può perfettamente vedere l'altro; entrambi sorgono su un altopiano dissestato, separati da una profonda crepa formata da un piccolo fiume che si getta nel fiume Debed.
Come per il sito di Haghpat, anche il complesso monasteriale di Sanahin appartiene alla Chiesa apostolica armena ed è disseminato di numerosi khachkar (elaborati cippi funerari in pietra rappresentanti una croce) e tombe di vescovi.
Sanahin è stato il luogo di nascita dei fratelli Artëm Ivanovič Mikojan, famoso costruttore di aerei e uno dei "padri" dei MiG, e Anastas Mikojan, il politico con la più lunga carriera come membro del politburo nell'era sovietica. Quest'ultimo prese parte ai negoziati che portarono al patto Molotov-Ribbentrop, fu un membro della delegazione sovietica che provò a migliorare i rapporti con la Jugoslavia di Tito, e giocò un ruolo importante nei negoziati della crisi dei missili di Cuba. Una parte dei turisti del monastero si ferma anche al vicino piccolo museo curato dai parenti dei fratelli Mikojan.

## Galleria d'immagini

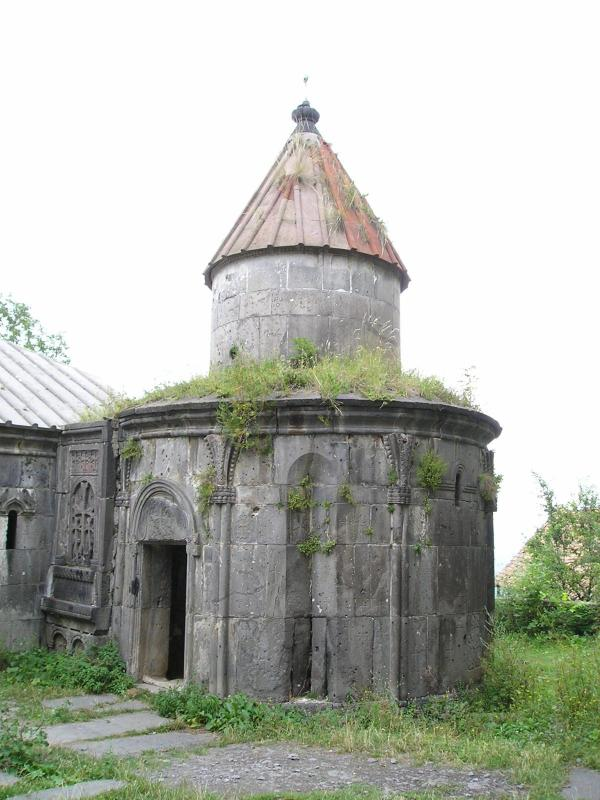
Cappella di San Gregorio
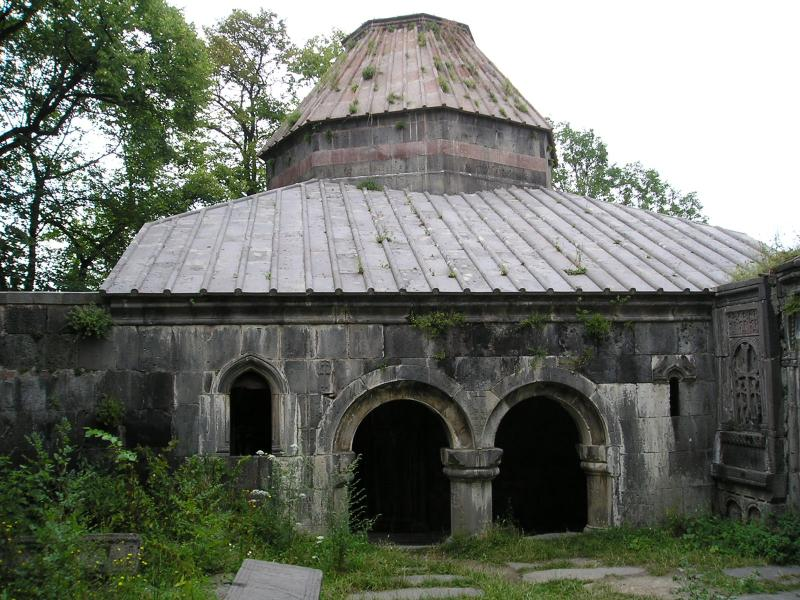
La libreria del monastero